# Парламентские выборы в Микронезии (2013)
Парламентские выборы в Федеративных Штатах Микронезии проводились 5 марта 2013 года. На них были избраны 10 беспартийных сенаторов в Конгресс Федеративных Штатов Микронезии. В выборах участвовал 21 кандидат, трое из которых были единственными кандидатами в своих округах.

## Избирательная система
Парламент Микронезии, называемый Конгресс Федеративных Штатов Микронезии, состоит из 14 сенаторов. 10 сенаторов избираются по одному от каждого избирательного округа на два года, а четыре сенатора избираются по системе пропорционального представительства на четыре года. На выборах 2011 года избирались все 14 сенаторов. В 2013 году избирались 10 представителей от округов. Выборы были внепартийными.